# Џејмспорт (Мисури)
Џејмспорт (енгл. Jamesport) град је у америчкој савезној држави Мисури.

## Демографија
По попису из 2010. године број становника је 524, што је 19 (3,8%) становника више него 2000. године.
| Група             | 2000.       | 2010.       |
| Белци             | 491 (97,2%) | 500 (95,4%) |
| Афроамериканци    | 0 (0,0%)    | 0 (0,0%)    |
| Азијати           | 0 (0,0%)    | 2 (0,4%)    |
| Хиспаноамериканци | 9 (1,8%)    | 3 (0,6%)    |
| Укупно            | 505         | 524         |